# Lestelle-de-Saint-Martory
Lestelle-de-Saint-Martory ist eine französische Gemeinde mit 434 Einwohnern (Stand 1. Januar 2022) im Département Haute-Garonne in der Region Okzitanien (zuvor Midi-Pyrénées). Die Einwohner werden als Lestelois bezeichnet.

## Geographie
Umgeben wird Lestelle-de-Saint-Martory von den vier Nachbargemeinden:
|            | Castillon-de-Saint-Martory                  | Saint-Martory |
| Beauchalot | Kompassrose, die auf Nachbargemeinden zeigt | Montsaunès    |
|            |                                             |               |

## Bevölkerungsentwicklung
| Jahr                      | 1962 | 1968 | 1975 | 1982 | 1990 | 1999 | 2005 | 2010 | 2016 |
| ------------------------- | ---- | ---- | ---- | ---- | ---- | ---- | ---- | ---- | ---- |
| Einwohner                 | 437  | 41   | 394  | 338  | 356  | 378  | 377  | 445  | 437  |
| Quelle: Cassini und INSEE |      |      |      |      |      |      |      |      |      |

## Sehenswürdigkeiten

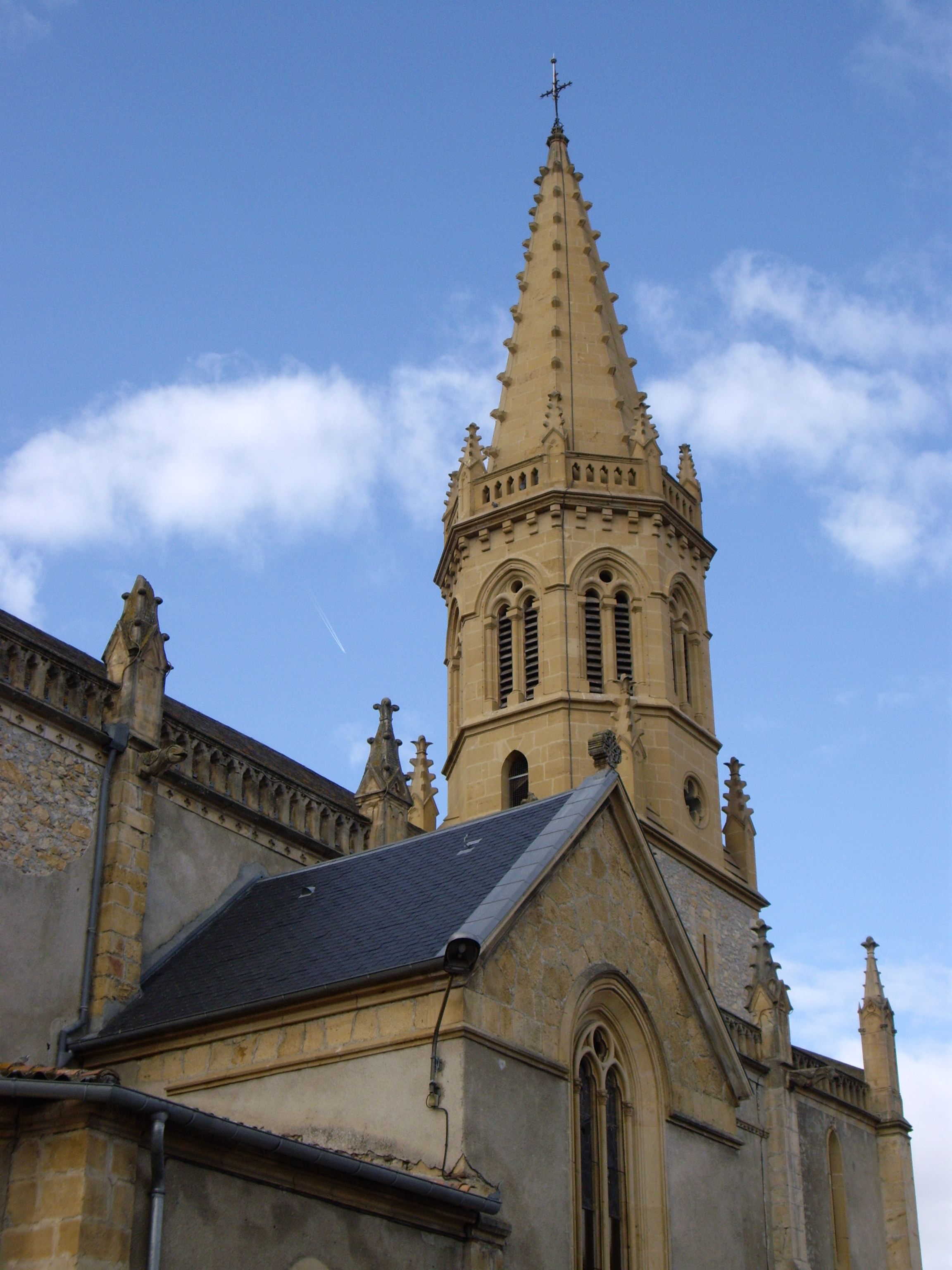
Kirche St-Michel

- Kirche St-Michel
- Kapelle Notre-Dame
- Waschhaus